# 普里亚米齐诺
普里亚米齐诺（羅馬化：Pryamitsyno）是俄罗斯库尔斯克州的市级镇、十月区行政中心，位于第聂伯河流域内杰斯纳河主要支流谢伊姆河畔，地处库尔斯克州中部，在州府库尔斯克西南方。镇内设有铁路车站季亚科诺沃（Дьяконово）站。
该地2021年人口有5,301人；2010年人口5,094；2002年人口5,239；1989年人口5,821。